# Perényi József (történész)
Perényi József (Budapest, 1915. április 5. – Budapest, 1981. október 26.) magyar történész, egyetemi tanár, a történettudomány kandidátusa, Kelet-Európa-kutató.

## Munkássága
A Magyar Királyi Pázmány Péter Tudományegyetemen 1938-ban szerzett történelem-földrajz szakos tanári és bölcsészdoktori oklevelet. Az egyetemen Szentpétery Imre tanítványa volt, középkorásznak, medievistának készült. Disszertációját az oklevéltan témájában, a francia oklevelek magyarországi hatásáról írta. 
Az egyetem befejezése után ösztöndíjjal Párizsba utazott, hogy az oklevéltan egyik nemzetközi központjában, az École nationale des chartes intézetében képezze magát tovább. Emellett a keleti nyelvek is vonzották, az Institut national des langues et civilisations orientales keretében megtanult oroszul, és más szláv nyelvekkel is foglalkozott. Hazatérve csak díjtalan gyakornok lehetett az egyetemen, ezért elment Isztambulba a Ganz-gyár képviselőjének (1939–1945), ahol megtanult törökül is, és tanulmányozta a balkáni viszonyokat. 
1945–46-ban a Külügyminisztérium fordítója volt. 1946-ban és 1947-49-ben a Kelet-európai Tudományos Intézet tanára volt, közben 1946–47-ben a moszkvai magyar követség sajtó- és kulturális attaséjaként is tevékenykedett. 
1949-től 1957-ig az MTA Történettudományi Intézetének tudományos munkatársa, Néhány évig a Magyar Tudományos Akadémia Történettudományi Intézetének a kutatója volt, bekapcsolódott az I. Tóth Zoltán vezette nemzetiségi munkaközösségbe, amely a történeti Magyarország egyes nemzeteinek a fejlődését dolgozta fel a 18. század végétől az állam felbomlásáig. A kárpát-ukránokról és a szerbekről készített tanulmányokat. 
1957–60-ban az Eötvös Loránd Tudományegyetem Kelet-Európa története tanszékének tanszékvezető docense, majd 1960 és 1975 között, a nyugalomba vonulásáig, egyetemi tanára volt. Sokat foglalkozott II. Rákóczi Ferenc és I. Péter orosz cár kapcsolataival. Bekapcsolódott a magyar őstörténet kutatásába is, tanulmányokat írt a kelet-európai síkságon visszamaradt magyar törzsekről, valamint a finnugor mescserek (mizserek) népcsoportjáról. A Magyar Nyelvtudományi Társaságban is tartott előadást e témában. Szintén foglalkozott a kárpát-ukránok 17. századi áttérítésével az unitus egyházba. Két tanulmányában az 1849-es cári intervenciót tárgyalta, újabb forrásokat mutatva be. 
1975-ben egy San Franciscó-i nemzetközi történész kongresszuson nagy érdeklődéssel fogadott előadást tartott az Oszmán Birodalom államszerkezetéről. 
Szellemi energiájának zömét az oktatásra fordította, nevelte a budapesti egyetem történész-hallgatóit, biztatta őket a tudományos munkára.

## Főbb művei
- A francia iskolák hatása a magyar okleveles gyakorlat kialakulására (Bp., 1938)
- Iz isztorii zakarpatszkih ukraincev (1849-1914) (Bp., 1957)
- Lengyelország története (Bp., 1962)
- A történész műhelytitkaiból (Bp., 1965)